# 1146 год
1146 (ты́сяча сто со́рок шесто́й) год  по юлианскому календарю — невисокосный год, начинающийся во вторник. Это 1146 год нашей эры, 6‑й год 5‑го десятилетия XII века 2‑го тысячелетия, 7‑й год 1140‑х годов. Он закончился 879 лет назад.
| Пн | Вт | Ср | Чт | Пт | Сб | Вс |
|    | 1  | 2  | 3  | 4  | 5  | 6  |
| 7  | 8  | 9  | 10 | 11 | 12 | 13 |
| 14 | 15 | 16 | 17 | 18 | 19 | 20 |
| 21 | 22 | 23 | 24 | 25 | 26 | 27 |
| 28 | 29 | 30 | 31 |    |    |    |

| Пн | Вт | Ср | Чт | Пт | Сб | Вс |
|    |    |    |    | 1  | 2  | 3  |
| 4  | 5  | 6  | 7  | 8  | 9  | 10 |
| 11 | 12 | 13 | 14 | 15 | 16 | 17 |
| 18 | 19 | 20 | 21 | 22 | 23 | 24 |
| 25 | 26 | 27 | 28 |    |    |    |

| Пн | Вт | Ср | Чт | Пт | Сб | Вс |
|    |    |    |    | 1  | 2  | 3  |
| 4  | 5  | 6  | 7  | 8  | 9  | 10 |
| 11 | 12 | 13 | 14 | 15 | 16 | 17 |
| 18 | 19 | 20 | 21 | 22 | 23 | 24 |
| 25 | 26 | 27 | 28 | 29 | 30 | 31 |

| Пн | Вт | Ср | Чт | Пт | Сб | Вс |
| 1  | 2  | 3  | 4  | 5  | 6  | 7  |
| 8  | 9  | 10 | 11 | 12 | 13 | 14 |
| 15 | 16 | 17 | 18 | 19 | 20 | 21 |
| 22 | 23 | 24 | 25 | 26 | 27 | 28 |
| 29 | 30 |    |    |    |    |    |

| Пн | Вт | Ср | Чт | Пт | Сб | Вс |
|    |    | 1  | 2  | 3  | 4  | 5  |
| 6  | 7  | 8  | 9  | 10 | 11 | 12 |
| 13 | 14 | 15 | 16 | 17 | 18 | 19 |
| 20 | 21 | 22 | 23 | 24 | 25 | 26 |
| 27 | 28 | 29 | 30 | 31 |    |    |

| Пн | Вт | Ср | Чт | Пт | Сб | Вс |
|    |    |    |    |    | 1  | 2  |
| 3  | 4  | 5  | 6  | 7  | 8  | 9  |
| 10 | 11 | 12 | 13 | 14 | 15 | 16 |
| 17 | 18 | 19 | 20 | 21 | 22 | 23 |
| 24 | 25 | 26 | 27 | 28 | 29 | 30 |

| Пн | Вт | Ср | Чт | Пт | Сб | Вс |
| 1  | 2  | 3  | 4  | 5  | 6  | 7  |
| 8  | 9  | 10 | 11 | 12 | 13 | 14 |
| 15 | 16 | 17 | 18 | 19 | 20 | 21 |
| 22 | 23 | 24 | 25 | 26 | 27 | 28 |
| 29 | 30 | 31 |    |    |    |    |

| Пн | Вт | Ср | Чт | Пт | Сб | Вс |
|    |    |    | 1  | 2  | 3  | 4  |
| 5  | 6  | 7  | 8  | 9  | 10 | 11 |
| 12 | 13 | 14 | 15 | 16 | 17 | 18 |
| 19 | 20 | 21 | 22 | 23 | 24 | 25 |
| 26 | 27 | 28 | 29 | 30 | 31 |    |

| Пн | Вт | Ср | Чт | Пт | Сб | Вс |
|    |    |    |    |    |    | 1  |
| 2  | 3  | 4  | 5  | 6  | 7  | 8  |
| 9  | 10 | 11 | 12 | 13 | 14 | 15 |
| 16 | 17 | 18 | 19 | 20 | 21 | 22 |
| 23 | 24 | 25 | 26 | 27 | 28 | 29 |
| 30 |    |    |    |    |    |    |

| Пн | Вт | Ср | Чт | Пт | Сб | Вс |
|    | 1  | 2  | 3  | 4  | 5  | 6  |
| 7  | 8  | 9  | 10 | 11 | 12 | 13 |
| 14 | 15 | 16 | 17 | 18 | 19 | 20 |
| 21 | 22 | 23 | 24 | 25 | 26 | 27 |
| 28 | 29 | 30 | 31 |    |    |    |

| Пн | Вт | Ср | Чт | Пт | Сб | Вс |
|    |    |    |    | 1  | 2  | 3  |
| 4  | 5  | 6  | 7  | 8  | 9  | 10 |
| 11 | 12 | 13 | 14 | 15 | 16 | 17 |
| 18 | 19 | 20 | 21 | 22 | 23 | 24 |
| 25 | 26 | 27 | 28 | 29 | 30 |    |

| Пн | Вт | Ср | Чт | Пт | Сб | Вс |
|    |    |    |    |    |    | 1  |
| 2  | 3  | 4  | 5  | 6  | 7  | 8  |
| 9  | 10 | 11 | 12 | 13 | 14 | 15 |
| 16 | 17 | 18 | 19 | 20 | 21 | 22 |
| 23 | 24 | 25 | 26 | 27 | 28 | 29 |
| 30 | 31 |    |    |    |    |    |

## События
- 1135—1154 — гражданская война в Англии. Длительный феодальный конфликт в Англо-нормандском государстве, вызванный борьбой за престол после смерти короля Генриха I[1].
- 18 июня — Георгий Антиохийский завоевал Триполи.
- Альмохады взяли Фес в Северной Африке и высадились на Пиренейском полуострове. Мусульманские эмиры один за другим признают их власть.
- Брак императора Мануила Комнина с вдовой сына императора Конрада III.

## Русь
Правление: 1139—1146 — Всеволод Ольгович, 1146 — Игорь Ольгович, 1146—1149, 1150, 1151-1154 — Изяслав Мстиславич (с 14 августа)
- 1146—1154 — началась междоусобная война на Руси[2].

### Правление Всеволода Ольговича
- Начало года — Галицкий князь Владимир Володаревич перешёл на левую сторону Днепра и взял город Прилук[3]. В ответ Великий князь Киевский Всеволод Ольгович собрал войска и неудачно осадил город Звенигород и Галич, но из-за ожесточённого сопротивления осаждённых, плохой погоды и болезни вернулся в Киев не взяв города[3][4][5].

- Начало года — Всеволод Ольгович вернувшийся в Киев смертельно больным призывает к себе киевлян и объявляет им о своём решении передать Игорю Ольговичу великокняжеский стол. Киевляне целуют ему крест, но как вскоре выяснилось — неискренне[6].
- Усобица между князьями Мономаховичами и Ольговичами при Всеволоде Ольговиче (1143—1146)[7].
- Всеволод Ольгович безуспешно пытался вернуть Ивана Ростиславича Берладника на княжение в Звенигород[8].
- Безуспешный поход (первый был в 1142 году) Всеволода Ольговича против Вячеслава Владимировича[9].
- Конец июля — Всеволод Ольгович на кануне своей смерти принял присягу киевской знати наследнику киевского престола Игорю Ольговичу (близ Вышгородка)[7][10].
- 30 июля — Всеволод Ольгович посылает к Изяславу Мстиславичу и князьям Давыдовичам, требуя от них подтверждения крестного целования[6].
- 1 августа — умирает Всеволод Ольгович[6].

#### Правление Игоря Ольговича
- 2 августа — после смерти Всеволода Ольговича великим киевским князем стал его брат Игорь Ольгович, который обещал, что никакого насилия не будет, а суд будет осуществлять он сам[11].
- Начало августа  — Игорь Ольгович собирает киевлян "на Гору на Ярославль дворе", где те целуют ему крест с условием отстранения от управления тиунов его брата Всеволода — Ратши и Тудора. Игорь посылает к Изяславу Мстиславичу, но тот отказывается подтвердить крестное целование[6].
- 1146—1147 — Киевское восстание против передачи власти Всеволодом Ольговичем брату Игорю Ольговичу[12].
  - Начало августа — киевляне не хотят видеть Игоря Ольговича своим князем и тайно посылают к Изяславу Мстиславичу в Переяславль-Русский, приглашая его на княжение. Изяслав собирает войско и выдвигается к Киеву получив благославление у переяславского епископа Евфимия, который вероятно освобождает его от прежнего крестного целования. Навстречу ему выдвигается Игорь Ольгович с братом Святославом Ольговичем[6][13].
- Начало августа — Изяслав Мстиславич выступает из Переяславля-Русского и после перехода через Днепр у Зарубского брода встречается с союзниками, отрядами: чёрных каблуков, поршан, белгородцев, васильевцев и киевлян у г. Дерновый, которые назвали его своим князем[13].
- 13 августа — Переяславский князь Изяслав Мстиславич, на стороне которого были чёрные клобуки, порошане, жители Василёва и Белгорода, разбил под Киевом дружины Игоря Ольговича, Святослава Ольговича и их племянника Святослава Всеволодовича, после чего занял киевский стол[4][14]. Проигравшие сражение князья укрылись в Киеве в монастыре Святой Ирины, но были прощены[15].

##### Правление Изяслава Мстиславича
- 17 августа — Игорь Ольгович проигравший сражение под Киевом бежал в направлении Дорогожичей, где попал в Дорогожическое болото и лишь 17 августа был приведён в Киев. Первоначально его направили в Выдубецкий монастырь под Киевом, а затем его, закованного в "железа", заточили в Ивановском монастыре в Переяславле, откуда Игорь Ольгович, здоровье которого было подорвано, в конце года просил постричься в монахи[11].

- Август — в Ипатьевской летописи впервые упомянуты чёрные клобуки, которые выступили на стороне Изяслава Мстиславича в борьбе за Киев[16].
- Святослав Всеволодович присягнул Изяславу Мстиславичу (своему дяде по матери) и получил вместо Владимира-Волынского взамен от него 5 городов в Киевском княжестве с центром в г. Божский (1146-1147), Межибожье и др[13][15].
- Князь Изяслав Давидович участвует в походе киевского князя на Галицкое княжество[17].
- 1146—1147 — князь Изяслав Давидович при поддержке занявшего киевский престол Изяслава Мстиславича и Владимира Давидовича вели борьбу против новгород-севрского князя Святослава Ольговича. Эта борьба завершилась поражением Давидовичей и предательством ими Изяслава Мстиславича[17]. Святослав Ольгович в конце года был вынужден бежать из Новгород-Северского в область Вятичи[18].
- Вячеслав Владимирович, дядя Изяслава, надеясь на своё старшинство, отказывается признать права Изяслава на Киев и занимает те города, которые в своё время отнял у него Всеволод Ольгович[13].
- После вокняжения в Киеве Изяслава Мстиславича князь Вячеслав Владимирович захватил Волынское княжество, посадив там своего племянника Владимира Андреевича. Подобный действия заставили Изяслава организовать поход на Туровское княжество, в результате которого Вячеслав Владимирович лишился его и оказался на княжении в Погорынье и г. Пересопница (1146-1150)[19].
- 1146—1148 — Ярослав Изяславич становится туровским князем[20].
- 1146—1149 — Мстислав Изяславич становится первый раз переяславским князем[21].
- Конец года — войну против Изяслава Мстиславича начинают Святослав Ольгович и Юрий Долгорукий[13].
- Конец года — Изяслав Мстиславич заключает союз с черниговскими князьями Владимиром и Изяславом Давыдовичами и договариваются о совместном походе к Новгороду-Северскому[13].
- Конец года — Мстислав Изяславич послан отцом с переяславцами и берендеями в помощь Владимиру и Изяславу Давыдовичам против Святослава Ольговича, осаждают Путивль[21][22].
- 25 декабря — войска киевского князя взяли Путивль, после прихода туда Изяслава Мстиславича с войском. При взятии города был разграблен двор Святослава Ольговича и церковь Святого Вознесения. Великий князь отдаёт Давыдовичам всю завоёванную волость Святослава[21][23].

### Города и поселения
- Первое упоминание в летописях древнего города Елец (сведения Никоновской летописи о существовании Ельца в 1146 году явно недостоверны. см. 1389 год)[24]..
- Основание древнего города Каргополя.
- Первое упоминание города Зарайск.
- Первое упоминание города Тула в Никоновской летописи (ряд историков считают это поздней вставкой в текст протографа)[25].
- Первое упоминание города Мценск Орловской области.
- Первое упоминание в Лаврентьевской и Ипатьевской летописях города Карачев[26][27].
- Первое упоминание в Ипатьевской летописи города Путивль[28].
- Первое упоминание в Ипатьевской летописи городов Меджибож[28] (сейчас пгт), Козельск[29].
- Первое упоминание Чёрные клобуки в Ипатьевской летописи при описании событий в августе, когда они поддержали князя Изяслава Мстиславича в борьбе за Киев[30].

## Начало правления
См. также: Список глав государств в 1146 году
- 1146—1269 — династия Альмохадов.
- 1146—1163 — халиф Альмохадов Ма’мун.
- 1146—1147 — эмир Альморавидов Исхак ибн Али.
- 14 сентября — Нур ад-Дин Махмуд, эмир Мосула.
- 1146 — эмир Альморавидов Ибрахим ибн Ташфин.
- Великим князем Польши провозгласил себя Болеслав IV Кудрявый после того как братья прогнали Владислава. Попытка короля Германии Конрада III вернуть Владиславу трон потерпела неудачу.
- После отречения и смерти короля Эрика III Данию разделили между собой Кнуд V и Свен III. Важным действующим лицом был герцог Вальдемар I.

## Родились
См. также: Категория:Родившиеся в 1146 году

## Скончались
См. также: Категория:Умершие в 1146 году
- 1 августа  — Всеволод II Ольгович, князь Черниговский, великий князь киевский[6].
- 14 сентября — Эмад эд-Дин Зенги, сельджукский военачальник.
- Эрик III (король Дании).